# 山岡金属工業
山岡金属工業株式会社（やまおかきんぞくこうぎょう）は、大阪府守口市東郷通に本社を置くたこ焼き器や無煙ロースターなどの業務用調理機器の開発・製造・販売をおこなう企業である。1956年創業。

## 会社概要
厨房機器、クッキングテーブルコンロ、無煙ロースターの大手メーカー。特にたこ焼き器では圧倒的に強く、家庭用ならびに業務用ガスたこ焼き器のシェアは90％以上を占める。
その他にも電子エアーカーテン、テーブル型空気清浄機などの排煙製品も開発・販売している。
同社の本社工場内に、たこ焼きの歴史を展示したパネルや、関連商品を展示している企業ミュージアムを本社内に設置しており、同社社長の山岡俊夫がベルリンの壁崩壊の時に、ベルリンの壁の横で、たこ焼きを焼いた屋台も展示していて、新聞・テレビ番組等でも数多く取り上げられたことがある。
- 本社所在地：大阪府守口市東郷通2丁目7番30号
- 東京支店：東京都千代田区神田小川町1丁目6番4号 新福神ビル9階